# Paramagnétisme

Trois illustrations d'un échantillon paramagnétique :
1) sans champ magnétique externe ;

2) dans un champ magnétique faible ;

3) dans un champ magnétique puissant.

Le paramagnétisme est le type de magnétisme d'un milieu matériel qui n'est pas aimanté en l'absence d'un champ magnétique mais qui acquiert, sous l'effet d'un tel champ, une aimantation orientée dans le même sens que le champ. Un matériau paramagnétique possède une susceptibilité magnétique de valeur positive (contrairement aux matériaux diamagnétiques). Cette grandeur sans unité est en général assez faible (dans une gamme allant de 10−5 à 10−3). L'aimantation du milieu disparaît lorsque le champ d'excitation est coupé. Il n'y a donc pas de phénomène d'hystérésis comme pour le ferromagnétisme.
Un comportement paramagnétique peut apparaître sous certaines conditions de température et de champ appliqué, notamment :
- un matériau antiferromagnétique devient paramagnétique au-delà de la température de Néel ;
- un matériau ferromagnétique ou ferrimagnétique devient paramagnétique au-delà de la température de Curie.

Le paramagnétisme est observé dans :
- les atomes, molécules et défauts cristallins ayant un nombre impair d'électrons, pour lesquels le moment cinétique total ne peut pas s'annuler. Par exemple : atomes de sodium (Na) libres, monoxyde d'azote (NO) gazeux, radicaux libres organiques comme le trityle C(C5H5)3 ou le diphénylpicrylhydrazyle (DPPH) ;
- des atomes et ions libres ayant une couche électronique interne partiellement remplie comme les éléments de transition, les ions isoélectroniques des éléments de transition, les terres rares et les actinides. Par exemple : Mn2+, Gd3+, U4+ ;
- quelques composés ayant un nombre pair d'électrons comme le dioxygène O2 et des biradicaux organiques ;
- les métaux.

## Paramagnétisme des électrons localisés

### Le modèle de Langevin

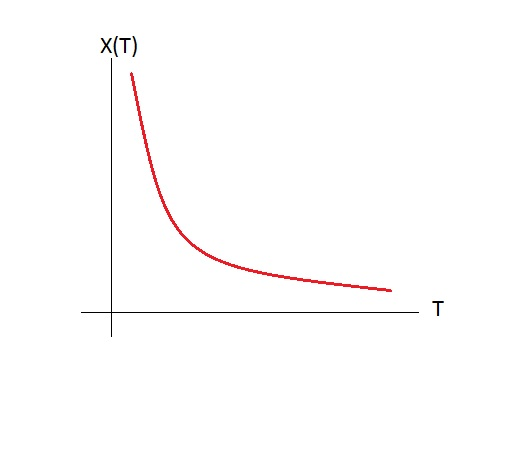
Évolution de la susceptibilité magnétique χ en fonction de la température. La susceptibilité suit une loi de Curie où C est la constante de Curie.

Paul Langevin a introduit, en 1905, l'idée selon laquelle le moment magnétique d'un corps peut être la somme des moments magnétiques de chaque atome. En effet, les matériaux paramagnétiques sont composés d’atomes ou de molécules qui possèdent un moment magnétique {\displaystyle \mu \neq 0}. Toutefois, une augmentation de la température apporte de l'agitation thermique qui entraîne, au-delà de la température dite de Curie, la désorientation des moments magnétiques des atomes. Ainsi, leur somme (vectorielle) s’annule et le moment magnétique total est nul en l’absence du champ magnétique.
Par contre, lorsqu'un champ magnétique est appliqué, les moments magnétiques des atomes ont tendance à s'aligner avec celui-ci et une aimantation induite est observée.
L'aimantation est alors décrite par : {\displaystyle {M}=Nm_{0}L(x)=M_{s}L(x),} avec {\displaystyle N} nombre de sites magnétiques par unité de volume, {\displaystyle m_{0}} le module du moment magnétique atomique, {\displaystyle M_{s}}l'aimantation à saturation et {\displaystyle L(x)=\coth(x)-{\frac {1}{x}}} la fonction de Langevin.

#### Résultats du modèle classique
Le raisonnement de Langevin a par ailleurs abouti à la démonstration de la loi de Curie, observée expérimentalement par Pierre Curie dix ans plus tôt, en 1895. Cette loi décrit le comportement de la susceptibilité magnétique {\displaystyle \chi } en fonction de la température : {\displaystyle \chi ={\frac {C}{T}}}, avec {\displaystyle C={\frac {\mu _{0}Nm_{0}^{2}}{3k_{\rm {B}}}}}, la constante de Curie (en).
Ce modèle considère un continuum d'états dans la matière alors que les valeurs issues des projections du moment magnétique sur l'axe ascendant {\displaystyle (Oz)} ont des valeurs définies. C'est pourquoi lorsqu'on compare ces résultats à l'expérience on s'aperçoit qu'il y a sous-estimation en utilisant la fonction dite de Langevin.

### Description quantique
Au contraire de la description classique de Langevin qui tient compte d'un continuum d'états qui de ce fait sous-estime le moment magnétique comme le montre l'expérience, la description quantique ne considère que des valeurs quantifiées.

#### Prérequis
Il peut être utile de consulter la page sur les nombres quantiques et d'avoir en tête le principe d'exclusion de Pauli et la règle de Hund avant de lire cette section.
Posons {\displaystyle L_{T}}, {\displaystyle S_{T}} et {\displaystyle J_{T}} les sommes des moments orbitaux et des moments de spin projetés sur l'axe z et le moment cinétique total selon l'axe z tels que :
{\displaystyle {\begin{cases}L_{T}=\sum \limits _{i}{m_{l}}_{i},-l\leq {m_{l}}_{i}\leq l\\S_{T}=\sum \limits _{i}{m_{s}}_{i},{m_{s}}_{i}=\pm {\frac {1}{2}}\\|L_{T}-S_{T}|\leq J_{T}\leq |L_{T}+S_{T}|\end{cases}}}
Le moment magnétique µ est tel que (cas de l'atome isolé) :
{\displaystyle {\begin{cases}{\vec {\mu }}=-g\mu _{\rm {B}}{\vec {J}}_{T}\\\mu =g\mu _{\rm {B}}{\sqrt {J_{T}(J_{T}+1)}}\\\mu _{z}=-g\mu _{\rm {B}}{m_{J}}_{T},-J_{T}\leq {m_{J}}_{T}\leq J_{T}\end{cases}}} où µB est le magnéton de Bohr et g le facteur de Landé.
Le facteur de Landé g rend compte du couplage entre moment orbital et moment de spin :
- {\displaystyle g=1+{\frac {J_{T}(J_{T}+1)+S_{T}(S_{T}+1)-L_{T}(L_{T}+1)}{2J_{T}(J_{T}+1)}}} s'il y a couplage entre un moment orbital et un moment de spin (cas général) ;
- {\displaystyle g=1} s'il y a un moment orbital mais que le moment de spin est nul ({\displaystyle S_{T}=0}) ;
- {\displaystyle g=2} si le moment orbital est éteint ({\displaystyle L_{T}=0}) mais pas le moment de spin ;

On peut donc recalculer le moment magnétique quand l'atome est dans un réseau cristallin où le moment orbital est éteint ({\displaystyle L_{T}=0}) :
{\displaystyle {\begin{cases}{\vec {\mu }}=-g\mu _{\rm {B}}{\vec {S}}_{T}\\\mu =2\mu _{\rm {B}}{\sqrt {S_{T}(S_{T}+1)}}\\\mu _{z}=-2\mu _{\rm {B}}{m_{J}}_{T},-S_{T}\leq {m_{J}}_{T}\leq S_{T}\end{cases}}}
L'énergie magnétique associée à l'application d'un champ est définie comme suit :
{\displaystyle E_{m}=-{\vec {\mu }}\cdot {\vec {B}}=g\mu _{\rm {B}}{m_{J}}_{T}B}

#### Résultats du modèle quantique
Dans le modèle quantique la constante de Curie n'est plus égale à {\displaystyle C={\frac {\mu _{0}N}{3k_{\rm {B}}}}m_{0}^{2}} (résultat du modèle classique de Langevin) mais à {\displaystyle C={\frac {\mu _{0}N}{3k_{\rm {B}}}}\mu _{\rm {eff}}^{2},} avec {\displaystyle \mu _{\rm {eff}}=g\mu _{\rm {B}}{\sqrt {J_{T}(J_{T}+1)}}}.
Le modèle quantique tend vers le modèle classique pour {\displaystyle J_{T}\longrightarrow \infty } ce qui revient à un continuum d'états. On peut approximer un système par un continuum d'états pour des hautes températures, telles que {\displaystyle {\frac {\mu _{\rm {B}}\mu _{0}H}{k_{\rm {B}}T}}<<1}.

### Résultats expérimentaux

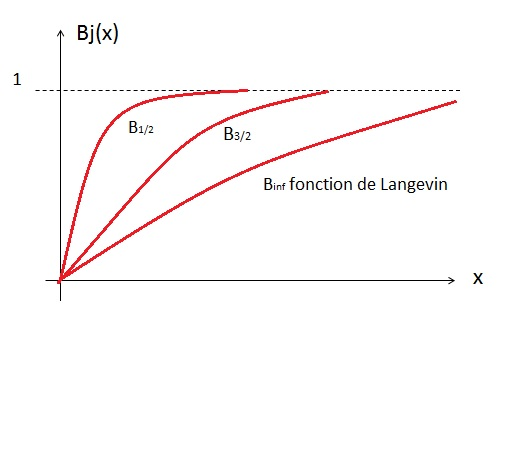
Cette courbe représente l'évolution de la fonction de Brillouin en tenant compte de la valeur du moment cinétique total. On se rend compte que lorsque ce dernier tend vers l'infini, cette fonction tend vers la fonction de Langevin.

Les relations précédentes ont été vérifiées pour les espèces paramagnétiques pour lesquelles les interactions magnétiques entre atomes ou molécules sont négligeables. C'est le cas par exemple des ions en solution, notamment les ions métalliques et les ions des terres rares. Le modèle quantique a également été validé lors des expériences sur les vapeurs des métaux alcalins,.
Par ailleurs, la description quantique avec la fonction de Brillouin correspond parfaitement aux résultats expérimentaux, comme l'a montré par exemple Warren E. Henry.
Lorsque les interactions entre les atomes et molécules d'un solide ne sont plus négligeables, la théorie du champ cristallin est utilisée pour expliquer leur comportement.

## Paramagnétisme dans les métaux
Dans les métaux, la loi de Curie ne suffit pas pour expliquer le comportement paramagnétique. D'autres descriptions ont alors été proposées par Wolfgang Pauli en 1927 et par John Hasbrouck Van Vleck en 1932.
La description de Pauli explique la susceptibilité paramagnétique des électrons de conduction. La description de Van Vleck concerne les espèces avec une configuration électronique particulière (dernière couche électronique à un électron près du demi-remplissage). Les éléments ayant ou pouvant avoir cette configuration sont des métaux, mais tous les métaux ne peuvent pas développer le paramagnétisme de Van Vleck, contrairement au paramagnétisme de Pauli. Les deux descriptions sont fondamentalement différentes mais leur point commun est l'indépendance de la susceptibilité magnétique et de la température.

### Paramagnétisme de Pauli

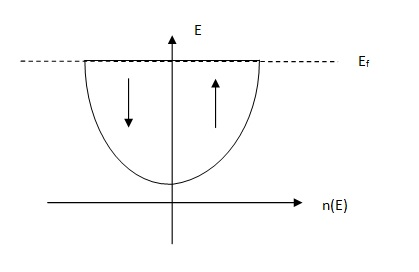
Répartition des spins up et down dans le diagramme de bande

La théorie classique des électrons libres ne permet pas d'expliquer le faible paramagnétisme indépendant de la température des métaux non ferromagnétiques, ainsi les valeurs expérimentales sont 100 fois plus faibles que les résultats du modèle classique. Pauli propose alors avec succès d'utiliser la statistique de Fermi-Dirac dans le cadre de la théorie des bandes ce qui permet de rejoindre les résultats expérimentaux.

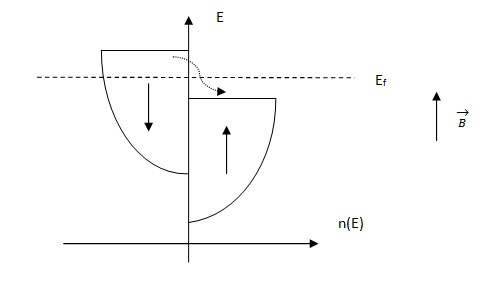
Lors de l'application d'un champ magnétique, les bandes se décalent vers le haut ou vers le bas.

D'après la théorie classique, la probabilité qu'un atome s'aligne parallèlement au champ B dépasse d'une quantité {\displaystyle {\frac {\mu B}{k_{\rm {B}}T}}}la probabilité qu'il s'aligne antiparallèlement. Or, dans un métal, les spins ne peuvent pas s'aligner librement : les électrons de valence sont engagés dans des liaisons pour assurer la cohésion du métal et les électrons des couches internes n'ont pas la possibilité de s'orienter lorsqu'un champ est appliqué car la plupart des orbitales dans la mer de Fermi ayant un spin parallèle sont déjà occupées. Seulement une fraction d'environ {\displaystyle {\frac {k_{\rm {B}}T}{E_{\rm {F}}}}={\frac {T}{T_{\rm {F}}}}} d'électrons peut venir peupler les états de spin parallèle de plus haute énergie, grâce à l'énergie thermique {\displaystyle k_{\rm {B}}T}, et contribuer à la susceptibilité. C'est pourquoi la susceptibilité paramagnétique de Pauli est beaucoup plus faible que la susceptibilité de Curie.

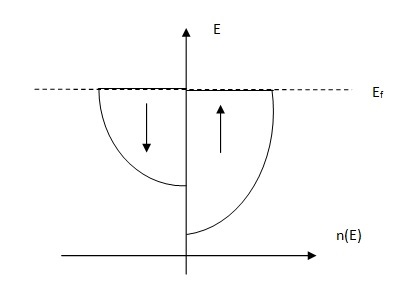
Conversion des spins dont l'énergie est supérieure à l'énergie de Fermi

Les densités énergétiques de peuplement {\displaystyle D(E)} se répartissent alors de manière que l'énergie occupée la plus haute soit celle du niveau de Fermi.
L'aimantation totale du gaz d'électrons libres est donnée par :
{\displaystyle M=\mu ^{2}D(E_{\rm {F}})B={\frac {3N\mu ^{2}}{2E_{\rm {F}}}}B} , car {\displaystyle D(E_{\rm {F}})={\frac {3N}{2E_{\rm {F}}}}}d'après les résultats de la physique statistique d'un gaz de fermions dégénéré.
La susceptibilité étant définie comme {\displaystyle \chi ={\frac {\partial M}{\partial H}}}, et {\displaystyle B\approx \mu _{0}H}, on obtient bien une susceptibilité magnétique {\displaystyle \chi _{\rm {Pauli}}=\mu _{0}{\frac {3\mu ^{2}N}{2E_{\rm {F}}}}}indépendante de la température.
Les résultats sont assez probants. Pour le calcium par exemple, la susceptibilité ainsi calculée est de {\displaystyle \chi _{\rm {Pauli}}=0,994\times 10^{-5}} contre {\displaystyle \chi _{\rm {exp}}=1,9\times 10^{-5}} mesurée expérimentalement.

### Paramagnétisme de Van Vleck
Le paramagnétisme de Curie (c'est-à-dire dépendant de la température) est prédominant lorsque le moment cinétique de l'atome {\displaystyle J_{T}\neq 0}. Pour {\displaystyle J_{T}=0}, le paramagnétisme de Van Vleck peut être observé et résulte d'un équilibre entre le diamagnétisme de Larmor et le paramagnétisme de Curie, à condition que seul l'état fondamental soit occupé. C'est le cas des ions ayant une couche électronique de valence à moitié remplie ou proche du demi-remplissage comme Eu³⁺ ou Sm³⁺ dont les configurations électroniques sont respectivement [Xe]6s2 4f7 pour l'europium et [Xe]6s2 4f6 pour le samarium : la couche f de l'ion 3+ est donc à un électron du demi-remplissage (la couche f étant pleine à 14 électrons).
En effet, Van Vleck a identifié et expliqué une nouvelle composante paramagnétique qui apparaît pour certains atomes dont la différence entre les niveaux énergétiques est comparable à l'énergie thermique {\displaystyle k_{\rm {B}}T}.
Il faut noter que pour certains composés, tels que Sm3Pt23Si11, la susceptibilité magnétique peut varier comme la somme des susceptibilités prévues par Van Vleck et la loi de Curie-Weiss.

## Matériaux paramagnétiques
| Matériau  | χm × 10−5 |
| --------- | --------- |
| Platine   | 26        |
| Tungstène | 6,8       |
| Césium    | 5,1       |
| Aluminium | 2,2       |
| Lithium   | 1,4       |
| Magnésium | 1,2       |
| Sodium    | 0,72      |

Les matériaux paramagnétiques sont caractérisés par une susceptibilité magnétique positive mais faible dont la valeur est comprise entre 10−5 et 10−3 (la susceptibilité magnétique est une grandeur adimensionnelle) et par une perméabilité magnétique proche de l'unité également (il s'agit là encore d'une grandeur sans dimension) : {\displaystyle \mu _{r}=1+\chi \approx 1}.
Liste des éléments chimiques paramagnétiques (hors paramagnétisme de Van Vleck) :

## Applications du paramagnétisme
Le paramagnétisme peut trouver des applications notamment dans :
- le Refroidissement par Désaimantation Adiabatique (RDA), première technique à avoir ouvert les portes des ultras-basses températures et pour lequel le spatial a désormais un regain d'intérêt[12] ;
- la Résonance Paramagnétique Nucléaire (RPN).